# Johann Schulte (Politiker, 1751)

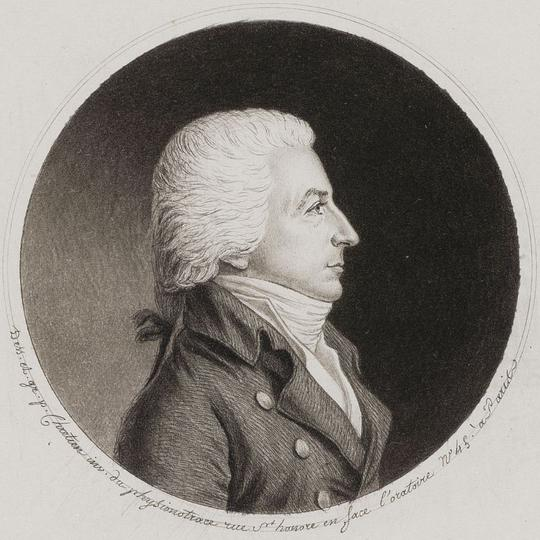
Ratsherr Johann Schulte, J. U. D. (Physionotrace-Porträt von Gilles-Louis Chrétien)

Johann Schulte (* 27. März 1751 in Hamburg; † 30. August 1817 ebenda) war ein deutscher Jurist und Hamburger Ratsherr.

## Herkunft und Familie
Schulte war ein Sohn des Hamburger Bürgermeisters Albert Schulte (1716–1786) aus dessen Ehe mit Margaretha Maria Luis (1724–1766), Tochter des Bürgermeisters Johann Hermann Luis (1683–1741).
Am 11. April 1780 heiratete Schulte seine Cousine Sara Catharina Luis (* 1756), Tochter des Bürgermeisters Johann Luis (1722–1788). Das Ehepaar hatte fünf Töchter.

## Leben und Wirken
Schulte besuchte die Gelehrtenschule des Johanneums und das Akademische Gymnasium in Hamburg und studierte danach Jurisprudenz an den Universitäten Leipzig und Göttingen. In Göttingen promovierte er am 22. August 1774 zum Doktor der Rechte.
Nach seinem Studium kehrte er nach Hamburg zurück und ließ sich als Advokat nieder. Am 18. Juni 1784 wurde er zum Ratssekretär gewählt und am 11. Februar 1789 zum Ratsherrn gewählt. 1801 reiste Schulte als Ratsherr zur Thronbesteigung von Kaiser Alexander nach Sankt Petersburg und überbrachte ihm die Glückwünsche des Hamburger Rats. 1803 reiste er nach Paris und gratulierte Napoleon Bonaparte zur Erwählung zum lebenslangen Konsul und 1804 reiste er nochmals zur Kaiserkrönung Napoleons I. nach Paris. Während der Hamburger Franzosenzeit bekleidete Schulte das Amt des Präsidenten des französischen Handelstribunals in Hamburg. Nachdem der Rat 1814 wieder eingesetzt worden war, übernahm Schulte auch wieder sein altes Amt als Ratsherr. Er starb drei Jahre später.
Da Schulte keinen Sohn hatte, starb mit ihm 1817 die männliche Linie des Hanseatengeschlechts Schulte in Hamburg aus. Das Geschlecht hatte über sieben Generationen zwei Bürgermeister, vier Ratsherren, einen Oberalten und einen Protonotar in Hamburg gestellt.

## Werke
- Dissertatio inauguralis de exheredatione bona mente speciatim in bonis hereditariis ex iure Hamburgensi. Friedrich Andreas Rosenbusch, Göttingen 1774, OCLC 49815658 (Digitalisat auf den Seiten der Bayerischen Staatsbibliothek [abgerufen am 16. Februar 2015]).